# Sheikh Mukhtar Mohamed Hussein
Sheikh Mukhtar Mohamed Hussein, som. Sheekh Mukhtaar Maxamed Xuseen, arab. الشيخ محمد حسين مختار (ur. 1912, zm. 12 czerwca 2012) - tymczasowy prezydent Somalii w październiku 1969.